# Kriss Akabusi

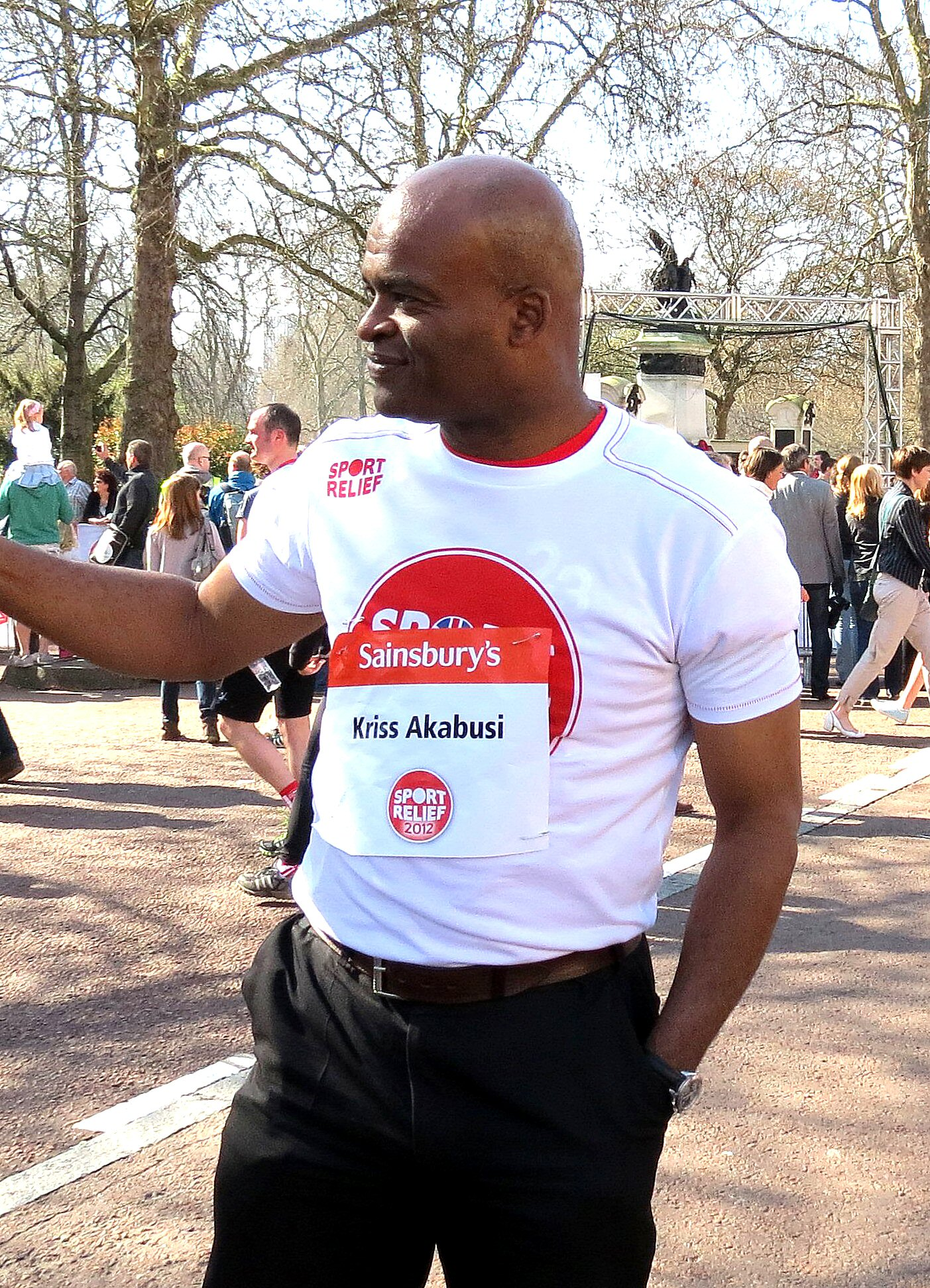
Kriss Akabusi 2012 bei einem Charity-Lauf im Londoner Hyde-Park

Kriss Kezie Uche Akabusi (* 28. November 1958 in London, England) ist ein ehemaliger britischer Leichtathlet. Bei drei Teilnahmen an Olympischen Spielen (1984, 1988 und 1992) konnte er insgesamt drei Medaillen (1 × Silber, 2 × Bronze) gewinnen. 1991 wurde er Weltmeister mit der 4-mal-400-Meter-Staffel.

## Leben
Kriss Akabusi ging nach der Schule zur British Army und wurde dort auch als Sportler gefördert. Sein erster großer internationaler Auftritt fand bei den Olympischen Spielen 1984 in Los Angeles statt. Von 1984 bis 1992 gehörte er der britischen 4-mal-400-Meter-Staffel an. Ab 1987 spezialisierte er sich auf den 400-Meter-Hürdenlauf. Sein größter Erfolg war der Weltmeistertitel mit der Staffel 1991, als die britische Staffel mit vier Hundertstelsekunden vor der Staffel aus den USA gewann, wobei Akabusi als Schlussläufer den Weltmeister von 1991 Antonio Pettigrew überholte. Diese britische Staffel bestand aus drei farbigen Läufern und einem Weißen, der kurioserweise Black hieß.
Persönliche Bestleistung über 400 Meter Hürden: 47,82 s, aufgestellt 1992 in Barcelona.

## Endkampfplatzierungen

### Olympische Spiele
- 1984 in Los Angeles: Platz 2 über 4 × 400 m in 2:59,13 min (Kriss Akabusi, Garry Cook, Todd Bennett, Philip Brown)
- 1988 in Seoul: Platz 5 über 4 × 400 m in 3:02,00 min (Brian Whittle, Kriss Akabusi, Todd Bennett, Philip Brown)
- 1988: Platz 6 über 400 m Hürden in 48,69 s
- 1992 in Barcelona: Platz 3 über 4 × 400 m in 2:59,73 min (Roger Black, David Grindley, Kriss Akabusi, John Regis)
- 1992: Platz 3 über 400 m Hürden in 47,82 s

### Weltmeisterschaften
- 1987 in Rom: Platz 2 über 4 × 400 m in 2:58,86 min (Derek Redmond, Kriss Akabusi, Roger Black, Philip Brown)
- 1987: Platz 7 über 400 m Hürden in 48,74 s
- 1991 in Tokio: Platz 1 über 4 × 400 m in 2:57,53 min (Roger Black, Derek Redmond, John Regis, Kriss Akabusi)
- 1991: Platz 3 über 400 m Hürden in 47,86 s

### Europameisterschaften
- 1986 in Stuttgart: Platz 1 über 4 × 400 m in 2:59,84 min (Derek Redmond, Kriss Akabusi, Brian Whittle, Roger Black)
- 1990 in Split: Platz 1 über 4 × 400 m in 2:58,22 min (Paul Sanders, Kriss Akabusi, John Regis, Roger Black)
- 1990: Platz 1 über 400 m Hürden in 47,92 s

### Commonwealth Games
- 1986: Platz 1 über 4 × 400 m in 3:07,19 min (Kriss Akabusi, Roger Black, Todd Bennett, Philip Brown)
- 1986: Platz 4 über 400 m in 46,83 s
- 1990: Platz 1 über 400 m Hürden in 48,89 s

Nach seiner Karriere war Kriss Akabusi regelmäßig im britischen Fernsehen als Fernsehmoderator zu sehen. Für seine Verdienste im und um den Sport wurde er 1992 mit der Ehrendoktorwürde ausgezeichnet und von Königin Elisabeth II. mit dem Orden Member of the Order of the British Empire (MBE) geehrt.